# Leichtathletik-Weltmeisterschaften 2019/4 × 400 m der Männer

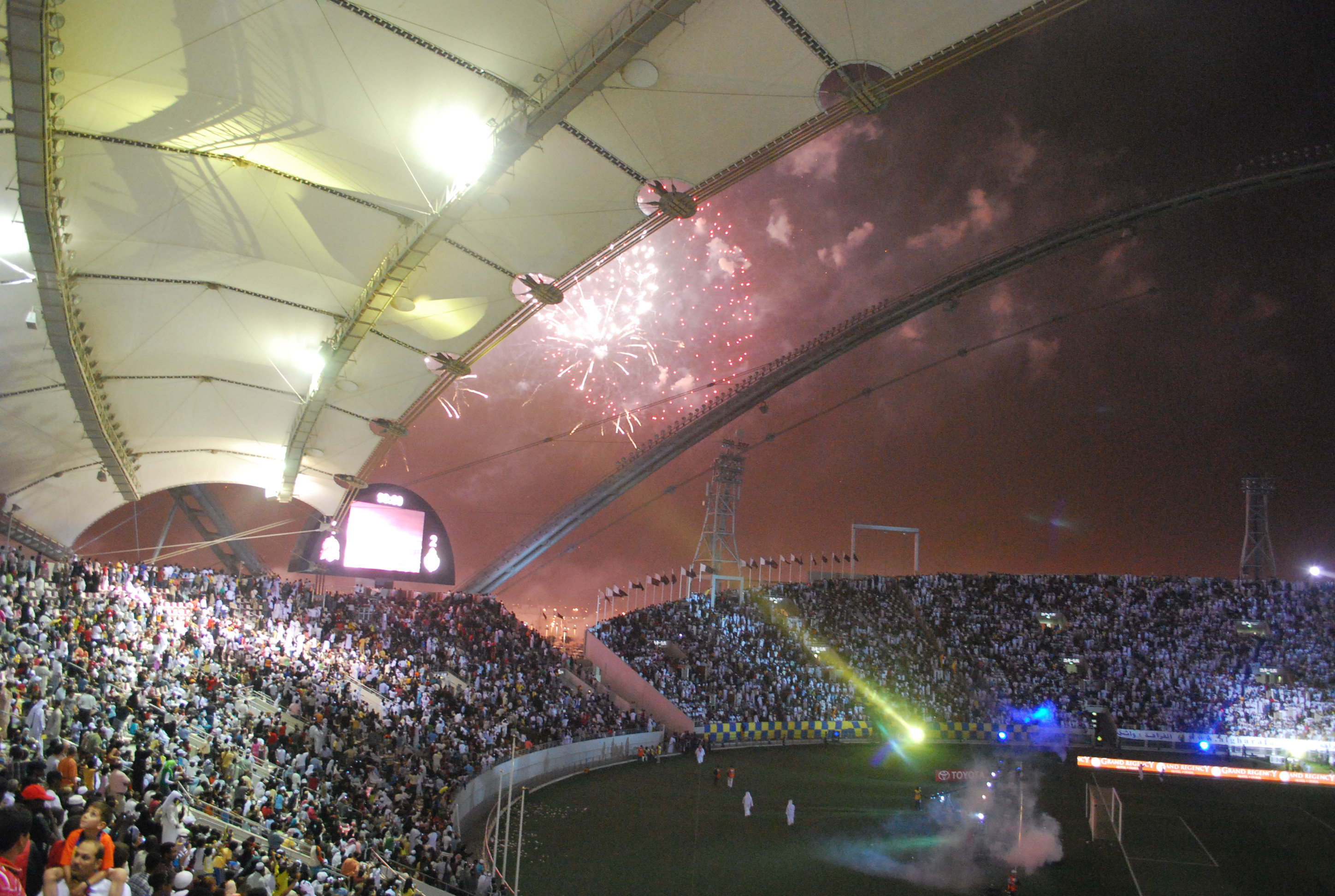
Das Khalifa International Stadium während des Emir Cups im Jahr 2009

Die 4-mal-400-Meter-Staffel der Männer bei den Leichtathletik-Weltmeisterschaften 2019 fand am 5. und 6. Oktober 2019 im Khalifa International Stadium der katarischen Hauptstadt Doha statt.
16 Staffeln mit 71 Athleten nahmen an dem Wettbewerb teil.
Weltmeister wurden die Vereinigten Staaten in 2:56,96 min mit Fred Kerley (Finale), Michael Cherry (Finale), Wilbert London und Rai Benjamin (Finale) sowie den im Vorlauf außerdem eingesetzten Tyrell Richard, Vernon Norwood und Nathan Strother.

Den zweiten Platz belegte Jamaika mit 2:57,90 min in der Besetzung Akeem Bloomfield, Nathon Allen, Terry Thomas und Demish Gaye (Finale) sowie dem im Vorlauf außerdem eingesetzten Javon Francis.

Bronze ging in 2:58,78 min an Belgien mit Jonathan Sacoor, Robin Vanderbemden (Finale), Dylan Borlée und Kevin Borlée sowie dem im Vorlauf außerdem eingesetzten Julien Watrin.
Auch die nur im Vorlauf eingesetzten Läufer erhielten entsprechendes Edelmetall. Rekorde und Bestleistungen standen dagegen nur den tatsächlich laufenden Athleten zu.

## Rekorde
Vor dem Wettbewerb galten folgende Rekorde:
| Weltrekord | USA Andrew Valmon, Quincy Watts Harry Reynolds, Michael Johnson | 2:54,29 min | WM in Stuttgart, Deutschland | 22. August 1993 |
| WM-Rekord  | USA Andrew Valmon, Quincy Watts Harry Reynolds, Michael Johnson | 2:54,29 min | WM in Stuttgart, Deutschland | 22. August 1993 |

Der bestehende WM-Rekord wurde bei diesen Weltmeisterschaften nicht eingestellt und nicht verbessert.
Es wurden eine Weltjahresbestleistung und zwei Landesrekorde aufgestellt.
- Weltjahresbestleistung:
  - 2:56,69 min – USA (Fred Kerley, Michael Cherry, Wilbert London, Rai Benjamin), Finale am 6. Oktober
- Landesrekorde:
  - 3:01,06 min – Kolumbien (Jhon Perlaza, Diego Palomeque, Jhon Alexander Solis. Anthony Zambrano), erster Vorlauf am 5. Oktober
  - 2:59,50 min – Kolumbien (Jhon Perlaza, Diego Palomeque, Jhon Alexander Solis. Anthony Zambrano), Finale am 6. Oktober

## Vorläufe
Aus den zwei Vorläufen qualifizierten sich die jeweils drei Ersten jedes Laufes – hellblau unterlegt – und zusätzlich die zwei Zeitschnellsten – hellgrün unterlegt – für das Finale.

### Lauf 1
5. Oktober 2019, 20:25 Uhr Ortszeit (19:25 Uhr MESZ)
| Platz | Bahn | Land           | Athleten                                                                                   | Zeit (min) |
| ----- | ---- | -------------- | ------------------------------------------------------------------------------------------ | ---------- |
| 1     | 4    | USA            | Tyrell Richard (Vorlauf) Vernon Norwood (Vorlauf) Wilbert London Nathan Strother (Vorlauf) | 2:56,89    |
| 2     | 9    | Kolumbien      | Jhon Perlaza Diego Palomeque Jhon Solís Anthony Zambrano                                   | 3:01,06 NR |
| 3     | 8    | Italien        | Edoardo Scotti Vladimir Aceti Matteo Galvan Davide Re                                      | 3:01,60 SB |
| 4     | 6    | Großbritannien | Cameron Chalmers Rabah Yousif Lee Thompson Martyn Rooney (Vorlauf)                         | 3:01,96 SB |
| 5     | 7    | Japan          | Julian Walsh Shōta Iizuka Kentarō Satō Kōta Wakabayashi                                    | 3:02,05 SB |
| 6     | 3    | Spanien        | Óscar Husillos Samuel Gracía Julio Arenas Darwin Echeverry                                 | 3:04,27 SB |
| 7     | 2    | Australien     | Steven Solomon Alexander Beck Murray Goodwin Ian Halpin                                    | 3:05,49    |
|       | 5    | Botswana       | Zibane Ngozi Ditiro Nzamani Onkabetse Nkobolo Leungo Scotch                                | DSQ 1      |

### Lauf 2

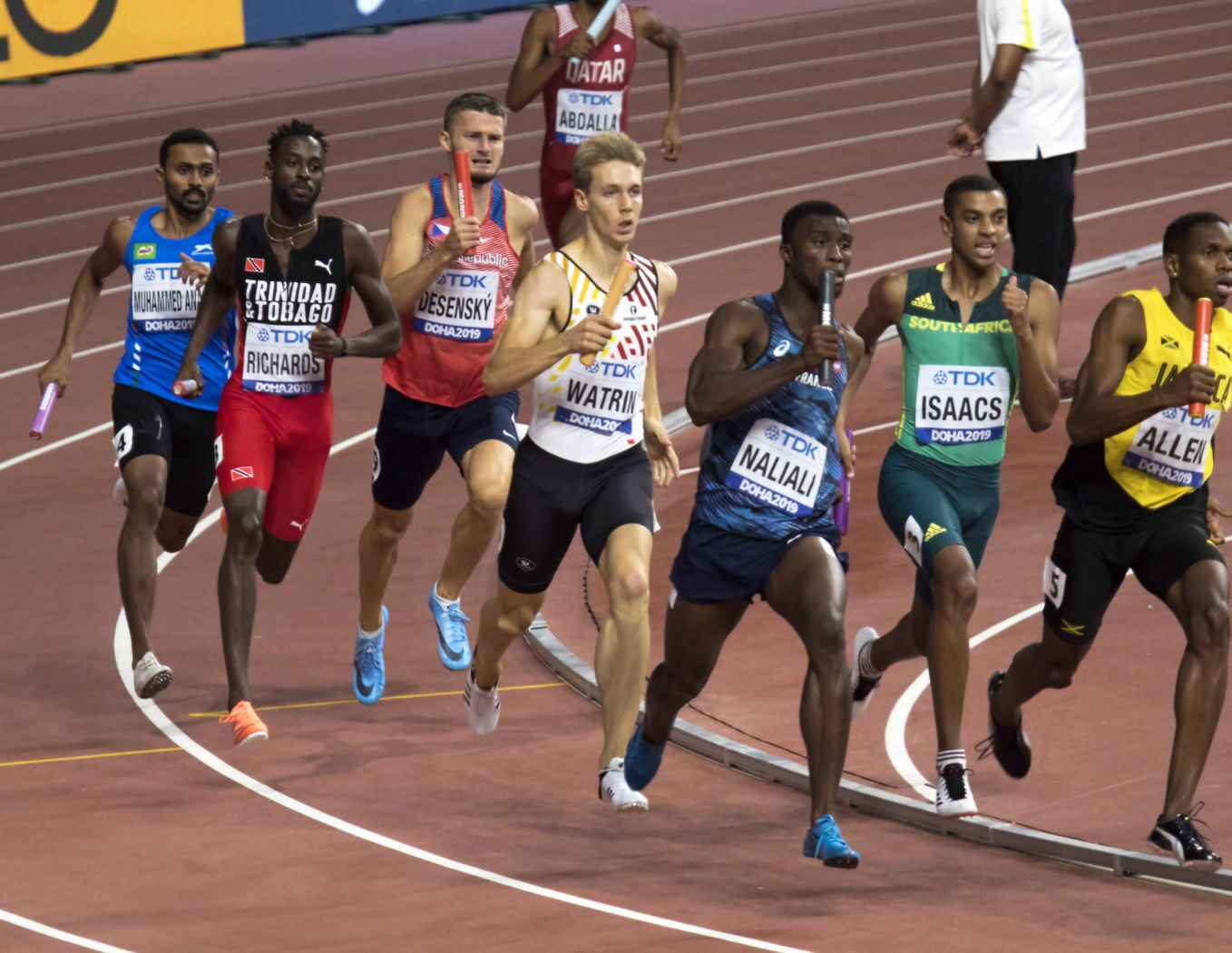
Das Läuferfeld des zweiten Vorlaufs in Runde zwei

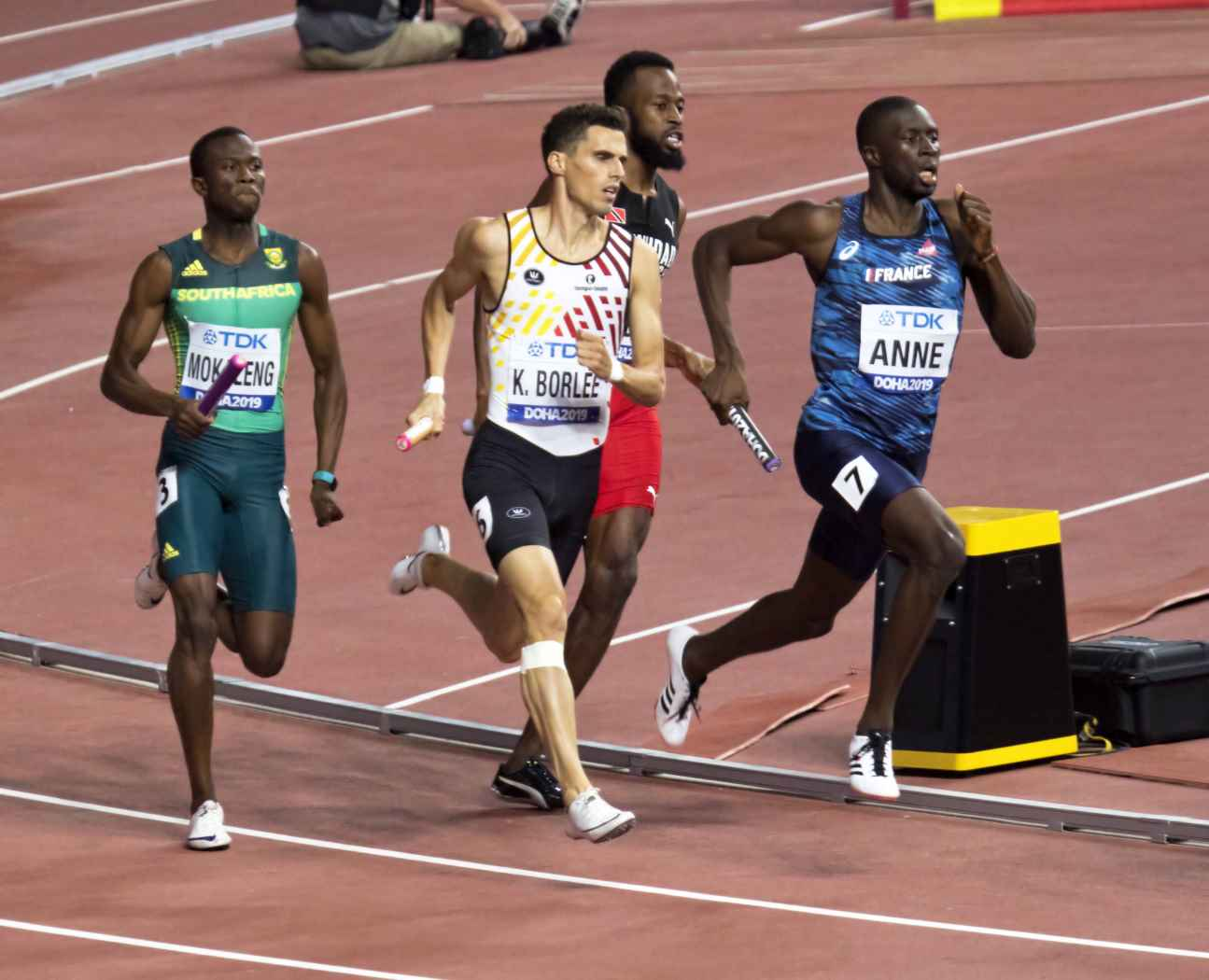
Auf der Schlussrunde: Frankreich vor Belgien. Trinidad und Tobago sowie Südafrika – nicht im Bild: der Sieger dieses Vorlaufs Jamaika

5. Oktober 2019, 20:37 Uhr Ortszeit (19:37 Uhr MESZ)
| Platz | Bahn | Land                | Athleten                                                                       | Zeit (min) |
| ----- | ---- | ------------------- | ------------------------------------------------------------------------------ | ---------- |
| 1     | 5    | Jamaika             | Akeem Bloomfield Nathon Allen Terry Thomas Javon Francis (Vorlauf)             | 3:00,76 SB |
| 2     | 6    | Belgien             | Dylan Borlée Julien Watrin (Vorlauf) Jonathan Sacoor Kevin Borlée              | 3:00,87 SB |
| 3     | 8    | Trinidad und Tobago | Asa Guevara Jereem Richards Darren Alfred (Vorlauf) Deon Lendore               | 3:01,35    |
| 4     | 7    | Frankreich          | Ludvy Vaillant Christopher Naliali Thomas Jordier Mame-Ibra Anne               | 3:01,40 SB |
| 5     | 3    | Südafrika           | Thapelo Phora Gardeo Isaacs Ranti Dikgale Derrick Mokaleng                     | 3:02,06 SB |
| 6     | 9    | Tschechien          | Jan Tesař Michal Desenský Patrik Šorm Vít Müller                               | 3:02,97 SB |
| 7     | 4    | Indien              | Amoj Jacob Muhammed Anas K. S. Jeevan Noah Nirmal Tom                          | 3:03,09    |
| 8     | 2    | Katar               | Bassem Hemeida Abubaker Haydar Abdalla Ashraf Hussen Osman Mohamed Nasir Abbas | 3:06,25    |

## Finale

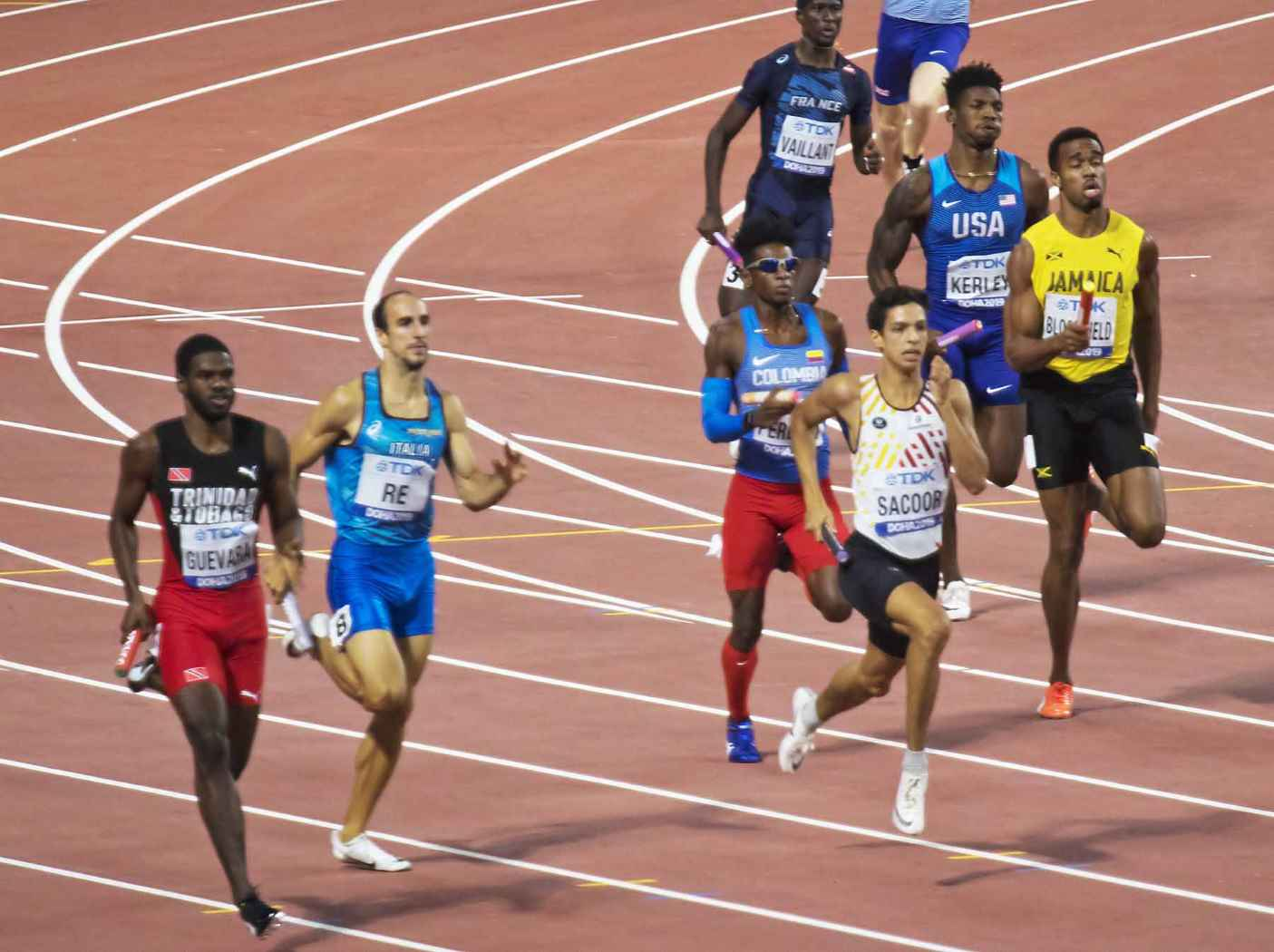
Die Startläufer nach circa dreihundert Metern in einem noch dicht geschlossenen Feld

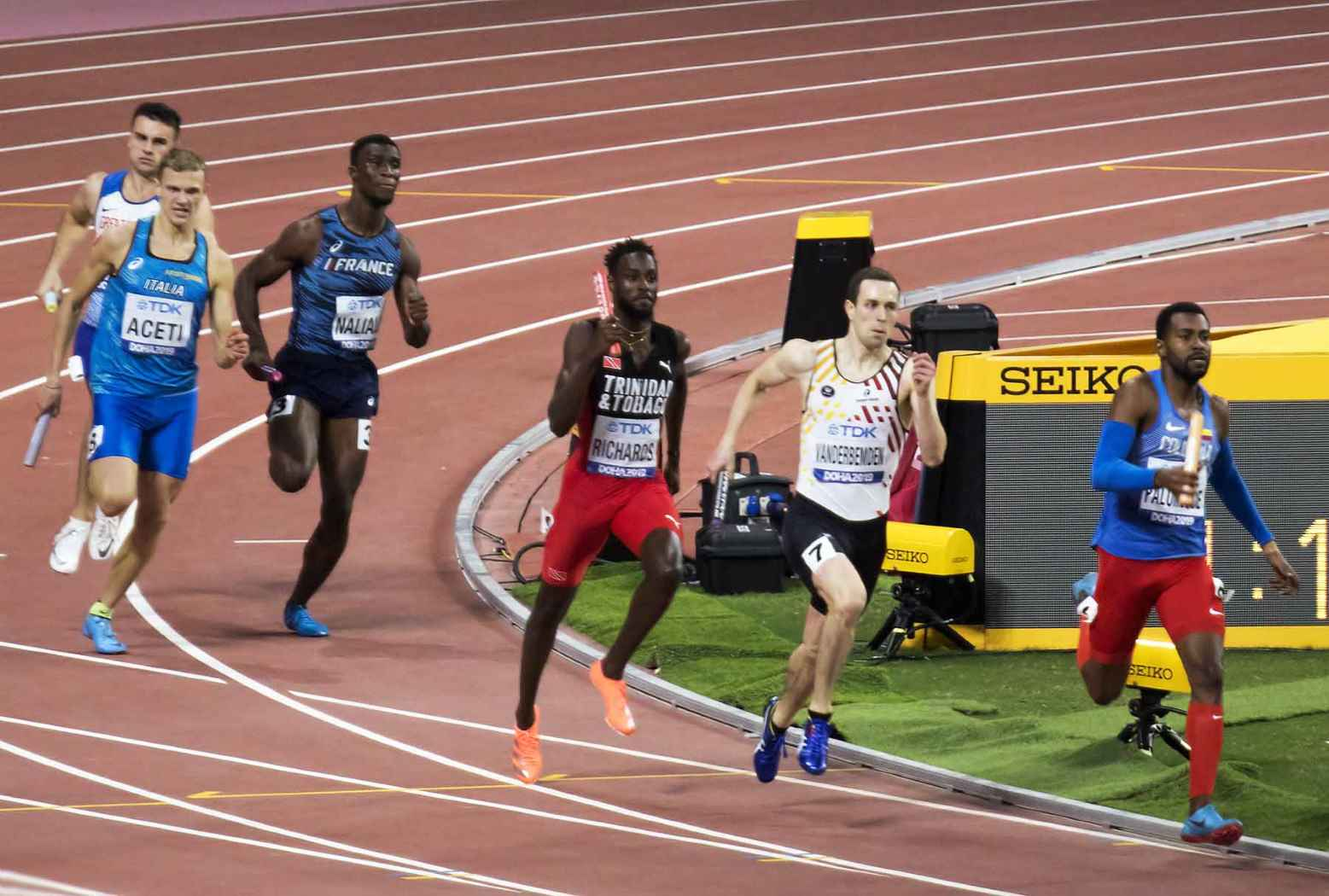
Die Läufer auf der zweiten Runde (v. r. n. l.):: Kolumbien, Belgien, Trinidad und Tobago, Frankreich, Italien, Großbritannien – nicht im Bild: die führenden US-Amerikaner und Jamaika

6. Oktober 2019, 21:30 Uhr Ortszeit (20:30 Uhr MESZ)
| Platz | Bahn | Land                | Athleten | Zeit (min) |
| ----- | ---- | ------------------- | --- | ---------- |
|       | 4    | USA                 | Fred Kerley (Finale) Michael Cherry (Finale) Wilbert London Rai Benjamin (Finale) im Vorlauf außerdem: Tyrell Richard Vernon Norwood Nathan Strother | 2:56,69 WL |
|       | 5    | Jamaika             | Akeem Bloomfield Nathon Allen Terry Thomas Demish Gaye (Finale) im Vorlauf außerdem: Javon Francis                                                   | 2:57,90 SB |
|       | 7    | Belgien             | Jonathan Sacoor Robin Vanderbemden (Finale) Dylan Borlée Kevin Borlée im Vorlauf außerdem: Julien Watrin                                             | 2:58,78 SB |
| 4     | 6    | Kolumbien           | Jhon Perlaza Diego Palomeque Jhon Solís Anthony Zambrano                                                                                             | 2:59,50 NR |
| 5     | 9    | Trinidad und Tobago | Asa Guevara Jereem Richards Deon Lendore Machel Cedenio (Finale) im Vorlauf außerdem: Darren Alfred                                                  | 3:00,74 SB |
| 6     | 8    | Italien             | Davide Re Vladimir Aceti Matteo Galvan Edoardo Scotti                                                                                                | 3:02,78    |
| 7     | 3    | Frankreich          | Ludvy Vaillant Christopher Naliali Thomas Jordier Mame-Ibra Anne                                                                                     | 3:03,06    |
|       | 2    | Großbritannien      | Cameron Chalmers Toby Harries (Finale) Rabah Yousif Lee Thompson im Vorlauf außerdem: Martyn Rooney                                                  | DNF        |

## Video
- Men's and Women's 4x400m Relay Finals | World Athletics Championships Doha 2019, youtube.com, abgerufen am 16. März 2021